# Salade au lard ardennaise
 (janvier 2023).
La salade au lard ardennaise est un plat complet, à base de pommes de terre, lard et salade, consommé dans les Ardennes.

## Histoire
Le plat est bien ancré dans les mémoires, mais sa date d'apparition n'est pas connue. Le journaliste Victor-Eugène Ardouin-Dumazet en note l'existence dès 1899, dans son Voyage en France, un des premiers guides touristiques, devenu de ce fait un précieux témoignage sur la France à la fin du XIXe siècle. Jacques Lambert, dans son ouvrage consacré à la campagne ardennaise au XIXe siècle et début du XXe siècle, remarque que les « gens d'ici » fondent assez souvent leur ardennité sur cette préparation culinaire traditionnelle, à tort probablement, complète-t-il, puisque le plat est apprécié également des voisins champenois et lorrains. On le trouve également en Thiérache. Mais les Ardennes semblent au centre du territoire sur lequel il est le plus consommé.

## Description
Cette salade est une combinaison simple de quelques produits dont presque chaque famille disposait au XIXe siècle, en élevant son cochon et en entretenant son potager. Outre les pissenlits et les lardons, elle inclut de la pulpe de pommes de terre écrasée et encore chaude et quelques herbes aromatiques dont du persil. La préparation se sert de préférence entre mars et mai lorsque les pissenlits sont verts, et constituent encore de jeunes pousses, avec une légère amertume. Manger cette salade, c'est aussi se nettoyer l'estomac des noirceurs de l'hiver. Il n'y a pas d'huile, les lardons en font office. Les pissenlits s'enrobent du gras de la fonte des lardons.

## Querelles sur la salade au lard
Il existe plusieurs façons de préparer cette recette, et quelques questions de fond divisent d'ailleurs les Ardennais sur cette préparation : « Je sais que je ne réconcilierai pas les tenants des pommes de terre en robe des champs et les tenants des pommes de terre épluchées, cuites à l'eau. Impossible aussi de départager ceux qui préfèrent que la salade (pissenlits de préférence bien entendu) cuise un peu, et ceux qui préfèrent qu'elle soit seulement confite au contact de la chaleur des crétons et des pommes de terre. Faut-il s'indigner si le lard est fumé ? Est-il sacrilège de parsemer échalote et ail coupés menus avant l'ultime touillage ? Il paraît que oui. Je dirai que non. Débrouillez-vous, je ne m'en mêle plus. »
Les crétons désignent localement les lardons, et peuvent être appelés également kertons ou curtons.
Autre sacrilège, la vraie salade au lard ardennaise se fait avec le pissenlit, mais certains le remplacent parfois par la frisée ou la scarole. Alcide Railliet osait même employer de la laitue, des chicons (romaine), ou de la chicorée.

## Confrérie de la salade au lard
Une confrérie de la salade au lard est officialisée le 1er décembre 2001. Deux fois par an, au château de Sedan, elle tient chapitre à l'occasion duquel elle organise un concours attribuant un prix aux trois premières salades au lard :
- le créton d'or ;
- le créton d'argent ;
- le créton de bronze.

Cette confrérie propose une recette de la salade au lard pour 20 personnes :
- 10 kg de pommes de terre Charlotte à cuire à l’eau ;
- 5 salades frisées ;
- 1 kg de lard gras et 3 kg de lard maigre ;
- vinaigre.

Faire cuire le lard gras, retirer les crétons sans jeter la graisse, y faire revenir les morceaux de lard maigre, les retirer et déglacer au vinaigre, ajouter tous les ingrédients et mélanger.